# Roompot
Roompot Vakanties (Roompot Service B.V.) ist eine niederländische Kette von Ferienparks in den Niederlanden, Belgien, Deutschland, Frankreich und Spanien. Sie gehörte bis September 2020 zur französischen Private-Equity-Gesellschaft PAI partners, ehe die KKR & Co. Inc. Roompot für rund eine Milliarde Euro erworben hat. Die Roompot Service B.V. hatte ihren Sitz lange Zeit in Goes, Provinz Zeeland. Nach der Fusion mit Landal wurde der Sitz nach Amsterdam verlegt.
Seit dem 1. Januar 2014 ist Jurgen van Cutsem der Geschäftsführer der Firma.

## Beschreibung
Die Parks sind Ferienanlagen in meist bewaldeten oder seenahen Gebieten, wobei sich die meisten in der Provinz Zeeland befinden. So besteht beispielsweise der Anschluss an die Nordsee, das IJsselmeer oder diverse Naturschutzgebiete. Die Parks bieten für Reisende Bungalows, Chalets, Cottages, Familienvillen, Landhäuser und auch Appartements an. Die größtenteils für Familienreisen ausgelegten Parkanlagen unterscheiden sich sowohl in ihrer Größe als auch im Stil der Wohnhäuser und in den gebotenen Freizeitanlagen. So können die Besucher je nach Park beispielsweise Schwimmbäder, Supermärkte, Bowlingbahnen, Billardcenter, Fahrradvermietungen, Bootsanlegestellen, Restaurants oder Wellnessbereiche zu nutzen.
In bestimmten Anlagen ist es möglich, Unterkünfte über längere Zeiträume zu mieten oder auch zu kaufen.

## Geschichte
Roompot wurde im Jahr 1962 gegründet und begann mit dem Betreiben von Campingplätzen, wobei sich der erste auf der Insel Noord-Beveland befand. Der Campingplatz wurde Anfang der 1970er Jahre auf einer Fläche von 24 Hektar ausgebaut und die ersten Ferienhäuser entstanden. Im Jahr 1983 wurde das erste Schwimmbad eröffnet. 1997 wurde unter der Marke Roompot Care in Zusammenarbeit mit regionalen Krankenhäusern die Möglichkeit geschaffen, Pflege- und Dialyseangebote während des Urlaubs in Anspruch zu nehmen. Ab 2005 kaufte Roompot sowohl in den Niederlanden als auch in den Nachbarstaaten Deutschland, Belgien und Frankreich sowie in Spanien Bauland zur Errichtung weiterer Ferienparks. 
Zwischen 2009 und 2014 erwarb Roompot den belgischen Anbieter für Luxusferienunterkünfte Largo sowie den Mitbewerber Hogenboom Parks und baute zusätzlich zu den Parks auch Hotels. Im November 2016 kaufte die französische Gesellschaft PAI partners die Roompot Service B.V. zu einem Preis von 503 Millionen Euro, nachdem sich innerhalb der letzten vier Jahre sowohl der Nettoumsatz als auch die Besucherzahlen positiv entwickelt hatten. Nach zwei Jahren im Besitz der Franzosen erzielte Roompot im Jahr 2018 der Tageszeitung Het Financieele Dagblad zufolge einen Umsatz von etwa 400 Millionen Euro. PAI partners gab trotz allem Ende 2019 an, das Touristikunternehmen für etwa 1 Milliarde Euro wieder verkaufen zu wollen. Der Verkauf wurde im Juni 2020 vollzogen, zu einem nicht genannten Preis erwarb die KKR & Co. mit Sitz in New York City Roompot.
Mit Stand vom 8. Dezember 2019 betreibt Roompot eigenen Angaben zufolge etwa 200 Ferienparks sowie 23 Campingplätze.

## Unterkünfte
Die Unterkünfte unterscheiden sich teilweise gravierend in Bezug auf Lage, Ausstattung und Fassungsvermögen. Neben Häusern für Alleinreisende oder Paare werden auch Wohnobjekte für mehrere Familien oder größere Reisegruppen ab zehn Personen angeboten. In den Wohnanlagen sind je nach Ausstattungsklasse auch Extras wie Saunen, Kamine, Waschmaschinen, Flachbildfernseher oder private Parkplätze vorzufinden.

## Aktuelle Parks
| Staat       | Anzahl Parks |
| ----------- | ------------ |
| Niederlande | 123          |
| Frankreich  | 020          |
| Deutschland | 007          |
| Belgien     | 003          |
| Spanien     | 001          |

## Kritik
Roompot erfuhr über die Jahre immer wieder Kritik. So wurde das Eindringen des Unternehmens in die Natur verurteilt, aber auch seitens des Consumentenbonds, einer niederländischen Verbraucherorganisation, die Hygienezustände in einigen Parks bemängelt.

## Sonstiges
Von Anfang 2015 bis Ende 2019 war Roompot Sponsor des Radsportteams Roompot-Charles.
Im Jahr 2016 wurde die gemeinnützige Koos Konijn Foundation gegründet. Die nach dem Parkmaskottchen, einem Hasen, benannte Stiftung soll Familien, die von Armut oder Krankheit bedroht sind, Kurzurlaube ermöglichen.